# 拉韋 (新澤西州)
拉韋（英語：Rahway）是一個位於美國新澤西州尤寧縣的城市。

## 人口
根據2020年美國人口普查的數據，拉韋的面積為10.47平方千米，當中陸地面積為10.09平方千米，而水域面積為0.38平方千米。當地共有人口29556人，而人口密度為每平方千米2,823人。